# Tanew

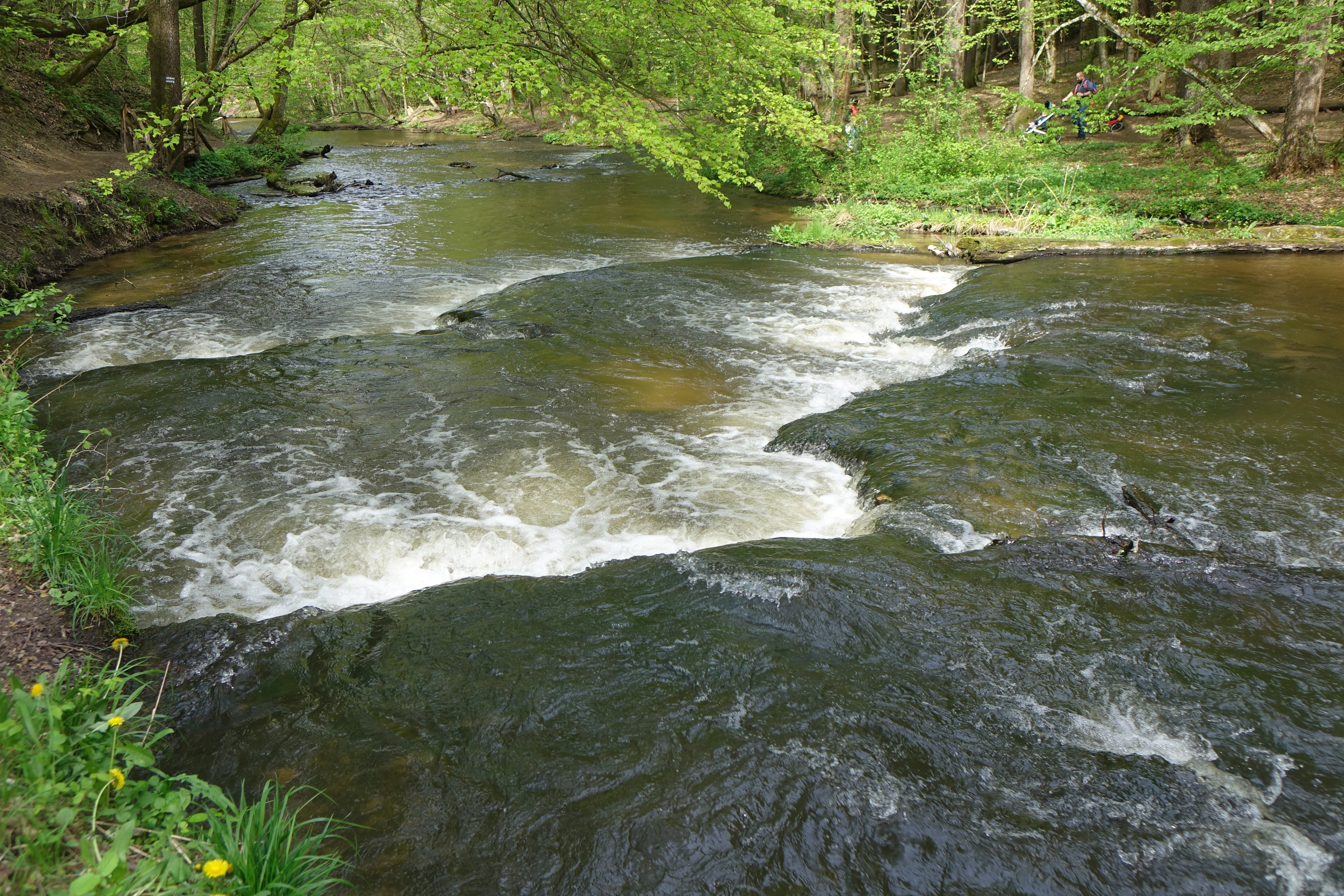
Szumy na Tanwi

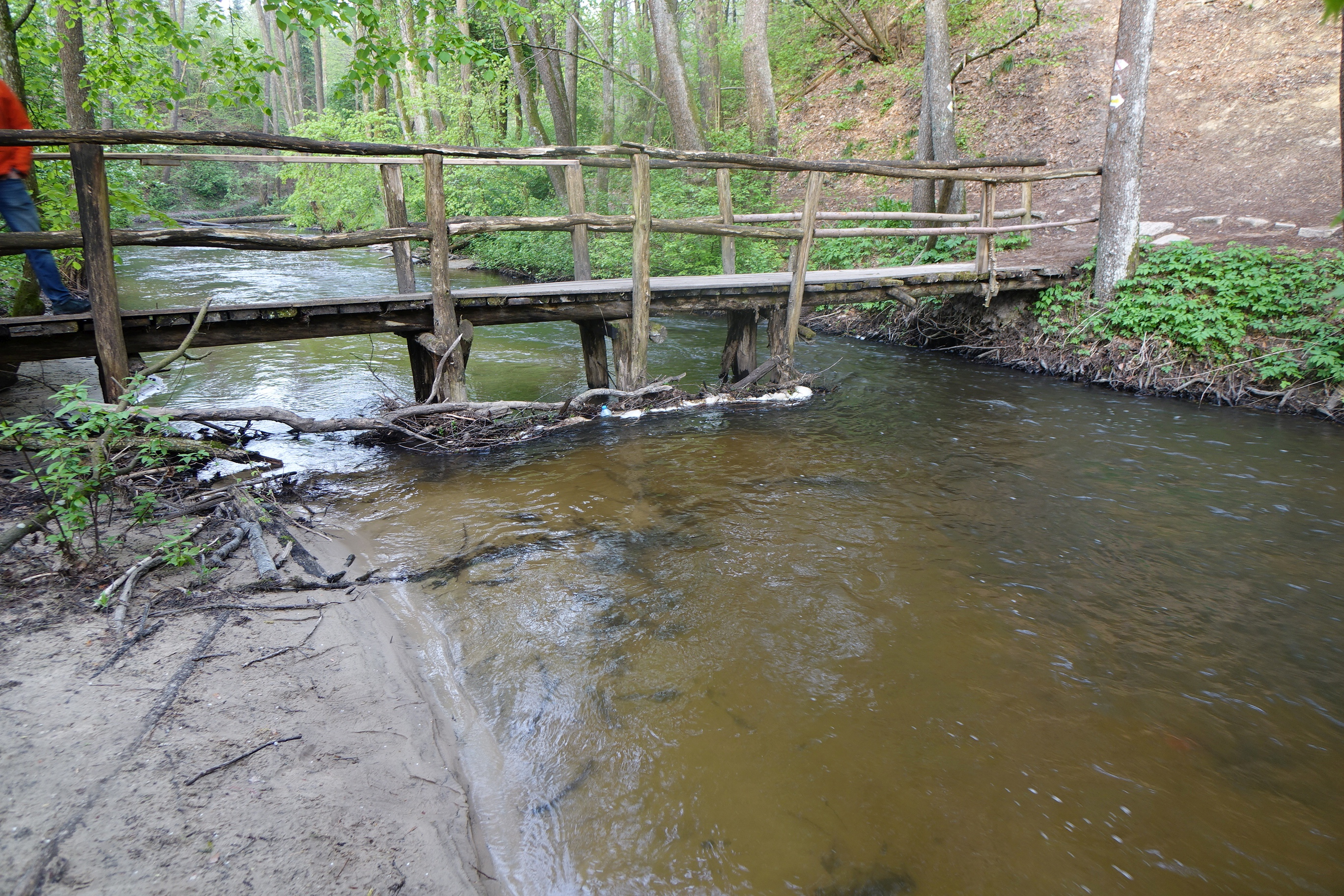
Kładka

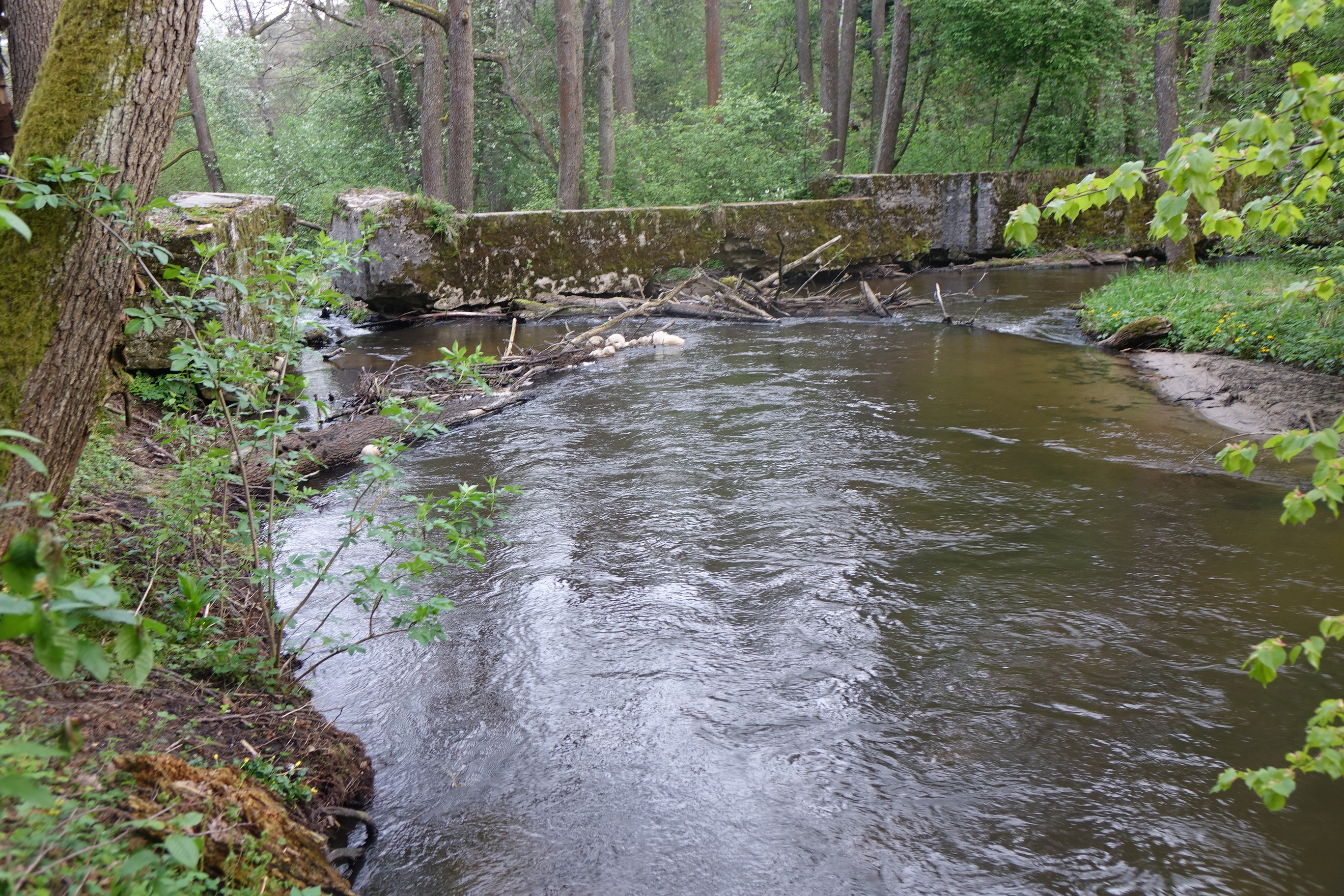
Zapora dawnej papierni

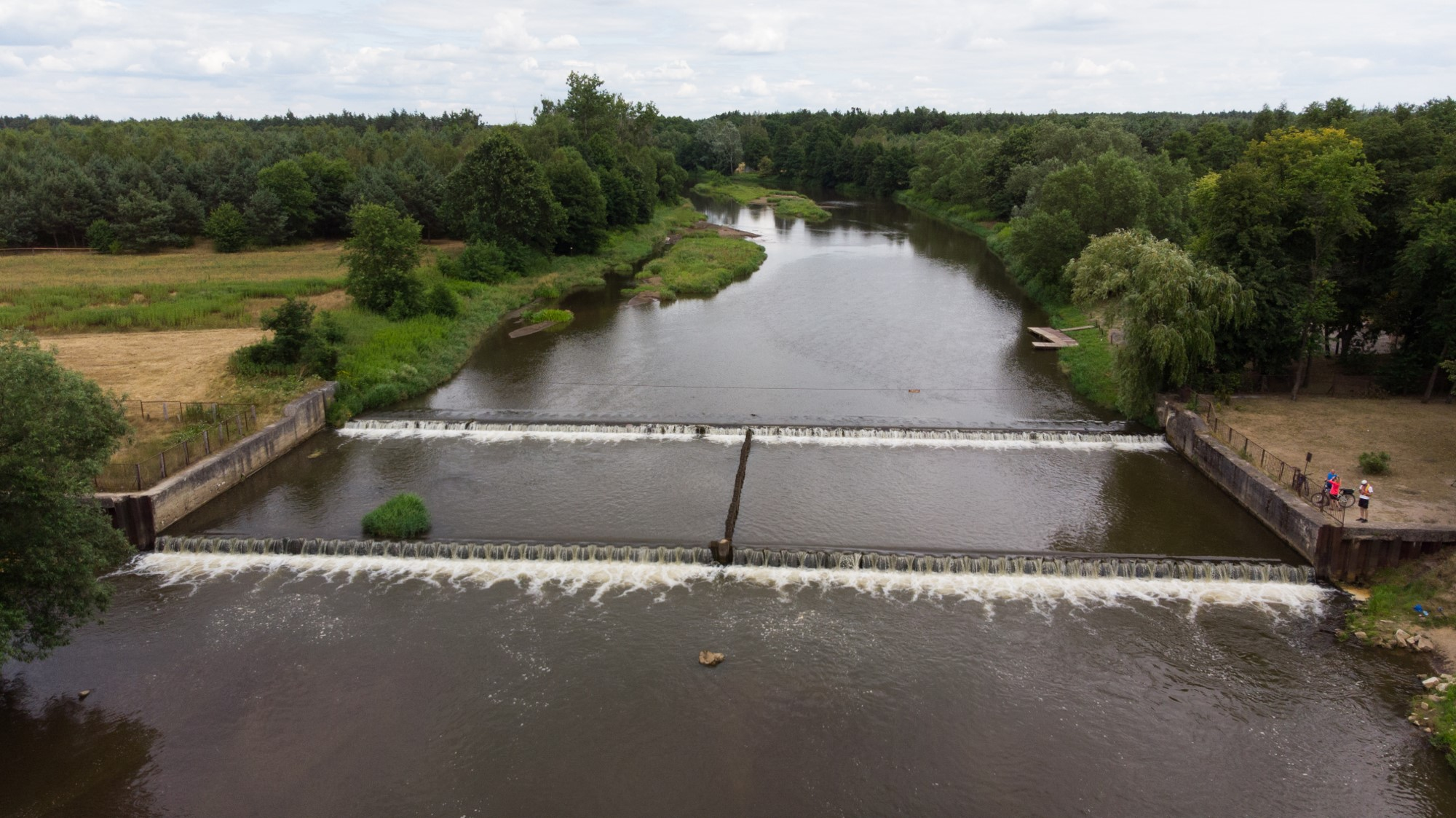
Jaz w Ulanowie – bariera uniemożliwiająca migrację ryb w dorzecze Tanwi. Wybudowany w celach rekreacyjnych przez Hutę Stalowa Wola.

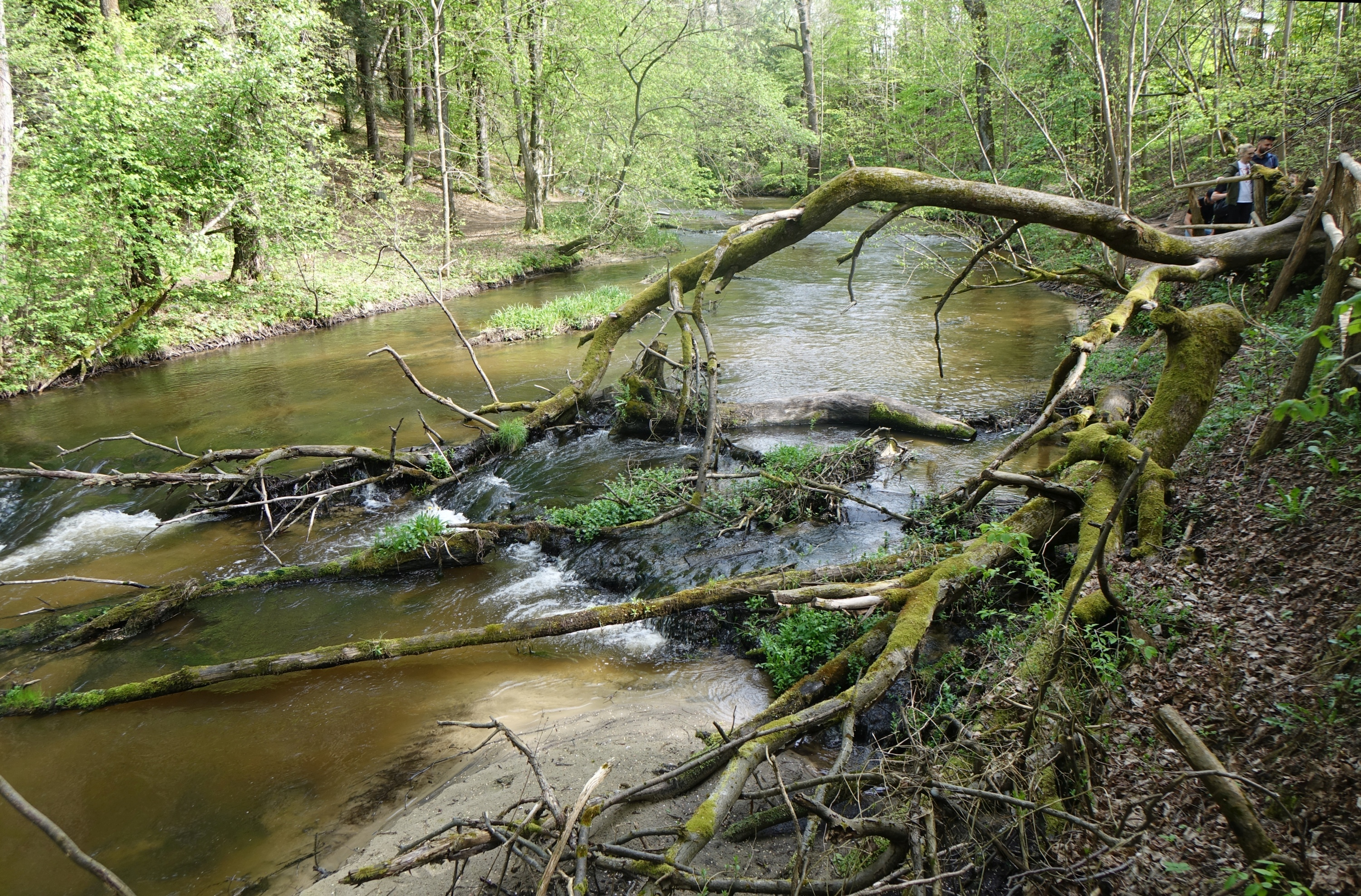
Rezerwat przyrody Nad Tanwią

Tanew – rzeka, prawostronny dopływ Sanu o długości 114,25 km i powierzchni zlewni 2.339 km².

## Przebieg
Rzeka wypływa na południowym Roztoczu, z bagien między wsiami Huta Stara i Złomy Ruskie, w okolicy wsi Wola Wielka, a jedno ze źródeł znajduje się we wsi Łukawica w powiecie lubaczowskim województwa podkarpackiego. Tanew płynie na północny wschód i przepływa przez Narol. Następnie opuszcza Roztocze i przecina południową część leśnego kompleksu Puszczy Solskiej. Dolina Tanwi oddziela Równinę Biłgorajską (na północy) od Płaskowyżu Tarnogrodzkiego (na południu). W okolicach Suśca uchodzi do Tanwi Jeleń z najwyższym naturalnym wodospadem na Roztoczu (1,5 m). Dalej Tanew meandruje południowym skrajem Puszczy Solskiej w kierunku zachodnim, przyjmując dopływy: Wirową (od południa), a od północy Sopot i Szum. W okolicy wsi Harasiuki Tanew przyjmuje kolejny duży dopływ – Ładę. Następnie płynie przez południowy skraj Lasów Janowskich, przyjmuje kolejny prawy dopływ – Kurzynkę i wpada do Sanu w miasteczku Ulanów na wysokości 154 m n.p.m.

## Charakterystyka przyrodnicza

### Warunki hydrologiczne i geomorfologiczne
Tanew charakteryzuje się reżimem hydrologicznym niwalnym słabo wykształconym. Średni przepływ Tanwi w profilu wodowskazowym Harasiuki w latach 1976–2013 wynosił 12,21 m³/s, przepływ maksymalny 168 m³/s, minimalny 3,32 m³/s. W Osuchach przepływy wynosiły: średni 6,68 m³/s, maksymalny 80,4 m³/s, minimalny 1,96 m³/s.
Koryto Tanwi jest kręte w górnym i dolnym biegu, meandrujące w biegu środkowym i proste na odcinkach uregulowanych, które stanowią ok. 13% długości rzeki. W górnym biegu rzeki występują naturalne szumy/szypoty genezy tektonicznej, w tym odcinku w korycie widoczne są więc wychodnie skalne. Poza tym koryto jest głównie piaszczyste, miejscami żwirowe.

### Występowanie ryb i minogów
W Tanwi stwierdzono występowanie 36 gatunków ryb i minogów, w tym 6 gatunków chronionych: koza bałtycka, koza zwyczajna, różanka, śliz i minóg ukraiński oraz 6 gatunków obcych i inwazyjnych: amur biały, babka rzeczna, czebaczek amurski, karaś srebrzysty, sumik karłowaty, trawianka. Historycznie w Tanwi występowały ryby migrujące: troć wędrowna, węgorz, certa – ich populacje wyginęły wraz z budową jazu w Ulanowie oraz zapory na Wiśle we Włocławku.
| Gatunek               | Status            | Źródło      |
| --------------------- | ----------------- | ----------- |
| amur biały            | obcy              | [ 7 ]       |
| babka rzeczna         | inwazyjny         | [ 7 ]       |
| boleń pospolity       |                   | [ 7 ]       |
| brzana pospolita      |                   | [ 6 ] [ 7 ] |
| ciernik               |                   | [ 6 ]       |
| czebaczek amurski     | inwazyjny         | [ 7 ]       |
| głowacz białopłetwy   |                   | [ 6 ]       |
| jaź                   |                   | [ 6 ]       |
| jelec                 |                   | [ 6 ] [ 7 ] |
| karaś srebrzysty      | obcy              | [ 7 ]       |
| karaś pospolity       |                   | [ 6 ]       |
| kiełb białopłetwy     |                   | [ 7 ]       |
| kiełb krótkowąsy      |                   | [ 6 ] [ 7 ] |
| kleń                  |                   | [ 6 ] [ 7 ] |
| koza bałtycka         | ochrona ścisła    | [ 7 ]       |
| koza pospolita        | ochrona częściowa | [ 6 ] [ 7 ] |
| leszcz                |                   | [ 6 ]       |
| lin                   |                   | [ 7 ]       |
| lipień                |                   | [ 6 ]       |
| miętus                |                   | [ 6 ] [ 7 ] |
| minóg ukraiński       | ochrona częściowa | [ 7 ]       |
| okoń                  |                   | [ 6 ] [ 7 ] |
| piekielnica           |                   | [ 6 ] [ 7 ] |
| piskorz               |                   | [ 7 ]       |
| płoć                  |                   | [ 6 ] [ 7 ] |
| pstrąg potokowy       |                   | [ 6 ]       |
| różanka pospolita     | ochrona częściowa | [ 7 ]       |
| słonecznica pospolita |                   | [ 6 ]       |
| sumik karłowaty       | inwazyjny         | [ 7 ]       |
| szczupak              |                   | [ 6 ] [ 7 ] |
| śliz                  | ochrona częściowa | [ 6 ] [ 7 ] |
| świnka                |                   | [ 6 ]       |
| trawianka             | inwazyjny         | [ 7 ]       |
| ukleja                |                   | [ 6 ] [ 7 ] |
| wzdręga               |                   | [ 7 ]       |

## Zagrożenia i ochrona rzeki
Koryto Tanwi w większości biegu jest dzikie, nieuregulowane. Jedyne uregulowane odcinki zlokalizowane są między Narolem, a Paarami (odcinek o długości 6,5 km) oraz między Borowcem, a ujściem Studzienicy (ok. 8,5 km). Głównym zagrożeniem dla przyrody Tanwi jest fragmentacja ciągłości podłużnej przez sztuczne bariery. W korycie Tanwi zbudowano 3 jazy i 9 progów. Wszystkie progi zlokalizowane są na wyprostowanym odcinku rzeki w okolicy Narola. Dwa jazy zlokalizowane poniżej Borowca, aktualnie oba nie piętrzą już wody i stanowią tylko minimalną przeszkodę dla migracji ryb. Największą i najbardziej szkodliwą dla dorzecza Tanwi budowlą hydrotechniczną jest jaz w Ulanowie, zlokalizowany zaledwie 2,5 km od ujścia rzeki i uniemożliwiający migrację ryb w całe dorzecze Tanwi. Wraz z budową jazu w latach 60. XX wieku w Tanwi wyginęły populacje świnki, certy, węgorza. Żadna z budowli poprzecznych w korycie Tanwi nie pełni od kilkudziesięciu lat żadnej funkcji.
Dla ochrony obszaru źródliskowego Tanwi utworzono rezerwat przyrody Źródła Tanwi. Fragment górnego biegu jest objęty rezerwatem przyrody Nad Tanwią, chroniącym unikatowe progi skalne (tzw. szumy albo szypoty) w dnie rzeki.
Dolina Tanwi Tanew stanowi część 6 obszarów Natura 2000: Horyniec, Roztocze, Puszcza Solska, Uroczyska Puszczy Solskiej, Dolina Dolnej Tanwi, Dolina Dolnego Sanu oraz 2 parków krajobrazowych: Południoworoztoczańskiego Parku Krajobrazowego i Parku Krajobrazowego Puszczy Solskiej.

## Główne dopływy
| - Prawe: - Łosiniecki Potok - Jeleń - Sopot - Szum - Łada | - Lewe: - Wirowa z Brusienką - Lubienia - Złota Nitka - Łazowna - Borowina |

## Turystyka
Od miejscowości Narol do ujścia organizowane są spływy kajakowe. Wzdłuż rzeki prowadzą także szlaki turystyczne:
 Szlak Szumów: Susiec – Rebizanty (rez. „Nad Tanwią”) – Źródełko Miłości – Kościółek – Uroczyska Puszczy Solskiej – Wodospad na Jeleniu – Susiec.
 ścieżka edukacyjna „Nad Tanwią” (zamknięta pętla).

## Miejscowości nad Tanwią
| - Huta-Złomy - Jędrzejówka - Lipsko - Narol - Paary - Huta Szumy - Rebizanty | - Borowiec - Osuchy - Szostaki - Pisklaki - Stare Króle - Księżpol - Wólka Biska | - Łazory - Harasiuki - Sieraków - Dąbrowica - Kurzyna Wielka - Wólka Tanewska - Ulanów |